# Premier League Malti 1974-1975
Il campionato era formato da dieci squadre e il Floriana vinse il titolo.

## Classifica finale
| Pos. | Squadra           | G  | V  | N | P  | GF | GS | Punti |
| ---- | ----------------- | -- | -- | - | -- | -- | -- | ----- |
| 1    | Floriana          | 18 | 14 | 3 | 1  | 36 | 9  | 31    |
| 2    | Sliema Wanderers  | 18 | 11 | 2 | 5  | 30 | 20 | 24    |
| 3    | St. George's F.C. | 18 | 8  | 7 | 3  | 21 | 12 | 23    |
| 4    | Birkirkara F.C.   | 18 | 8  | 4 | 6  | 17 | 21 | 20    |
| 5    | Valletta F.C.     | 18 | 8  | 3 | 7  | 21 | 15 | 19    |
| 6    | Zebbug Rangers    | 18 | 4  | 8 | 6  | 16 | 16 | 16    |
| 7    | Marsa F.C.        | 18 | 6  | 3 | 9  | 16 | 17 | 15    |
| 8    | Hibernians F.C.   | 18 | 5  | 5 | 8  | 16 | 19 | 15    |
| 9    | Gzira United      | 18 | 5  | 4 | 9  | 14 | 28 | 14    |
| 10   | Mosta F.C.        | 18 | 1  | 1 | 16 | 10 | 40 | 3     |